# ليونيل كوندي
ليونيل كوندي (بالإسبانية: Leonel Conde) هو لاعب كرة قدم أوروغواياني، ولد في 9 ديسمبر 1936 في الأوروغواي، وتوفي في 2001 في موريليا في المكسيك. لعب مع نادي نيكاكسا.